# Starmus-Sonic universe
Starmus-Sonic universe is een livealbum van Tangerine Dream met als gastgitarist Brian May. Zij verzorgden een (deels) gezamenlijk optreden in Magma Arte & Congresos op Tenerife op 24 juni 2011. TD had toen al jaren een gitarist in de band, maar die trad nooit zo op de voorgrond. Daarentegen vermeldde de band van May, Queen, in het verleden nadrukkelijk op haar studioalbums dat er geen synthesizers te horen waren. TD is groot geworden door in haar succesvolle jaren alleen maar synthesizers te gebruiken.
Het album werd al in 2011 aangekondigd, maar verscheen pas in mei 2013.

## Musici
- Edgar Froese (ooit gitarist) – toetsinstrumenten
- Linda Spa –  saxofoon, dwarsfluit, toetsinstrumenten
- Iris Camaa – elektronisch slagwerk en percussie
- Thorsten Quaeschning – toetsinstrumenten
- Bernard Biebl – gitaar
- Hoshiko Yamane – viool (elektrisch en akoestisch)

Met
- Brian May - gitaar

## Muziek
| Nr. | Titel                        | Duur  |
| --- | ---------------------------- | ----- |
| 1.  | Supernova (real star sounds) | 10:40 |
| 2.  | Last horizon                 | 5:58  |
| 3.  | Marmontel riding on a clef   | 8:14  |
| 4.  | Trauma                       | 9:32  |
| 5.  | Nothing at all               | 2:13  |
| 6.  | Nutshell awakening           | 7:20  |
| 7.  | Shining ray                  | 5:35  |
| 8.  | Beauty of magic antagonism   | 6:26  |
| 9.  | Novice                       | 5:05  |
| 10. | One night in space           | 7: 33 |

| Nr. | Titel                      | Duur  |
| --- | -------------------------- | ----- |
| 1.  | Calymba Caly               | 3:48  |
| 2.  | Omniscience                | 5:32  |
| 3.  | Janus parade               | 8:05  |
| 4.  | Loved by the sun           | 3:28  |
| 5.  | Fire on the mountain       | 7:33  |
| 6.  | Darkness veiling the night | 8:55  |
| 7.  | Living in eternity         | 4:05  |
| 8.  | Bells of Accra             | 9:59  |
| 9.  | Sally’s Garden             | 4:41  |
| 10. | We will rock you           | 12:47 |
| 11. | Tenderness (Russian song)  | 3:54  |
| 12. | Mr. Alexey Leonov’s speech | 2:56  |